# I lögnernas nät
I lögnernas nät (originaltitel: Fifteen-Love) är en brittisk sport- och dramaserie från 2023. Serien hade premiär på Amazon Prime Video den 21 juli 2023 och hade premiär på SVT Play den 4 oktober 2023. Första säsongen består av sex avsnitt. Serien är skapad av Hania Elkington.

## Handling
Serien kretsar kring det unga och lovande tennisproffset Justine som 15 år gammal når semifinalen i Franska öppna mästerskapen. Väl där får hennes karriär ett abrupt slut. Fem år senare träffar Justine sin gamle tränare Glenn och hennes värld vänds upp och ner.

## Roller i urval
- Ella Lily Hyland - Justine Pearce
- Aidan Turner - Glenn Lapthorn
- Harmony Rose-Bremner - Renee Okoye
- Tom Varey - Steve O'Callaghan
- Lorenzo Richelmy - Gianluca Barzaghi
- Manon Azem - Khalida Lapthorn
- Jess Darrow - Mikki Easton
- Anna Chancellor - Andi Woodward
- Elizabeth Berrington - Carol Pearce
- Steffan Rhodri - Christy Pearce
- Amar Chadha-Patel - Rushikesh "Rusty" Raj
- Maria Almeida - Luisa Molina
- David Troughton - Charles Lapthorn